# Hampton (Carolina del Sud)
Hampton és una població dels Estats Units a l'estat de Carolina del Sud. Segons el cens del 2000 tenia 2.837 habitants.

## Demografia
Segons el cens del 2000, Hampton tenia 2.837 habitants. La densitat de població era de 241,8 habitants/km².
Per edats la població es repartia de la següent manera: un 26,9% tenia menys de 18 anys, un 7,8% entre 18 i 24, un 26,2% entre 25 i 44, un 23,2% de 45 a 60 i un 16% 65 anys o més.
L'edat mediana era de 38 anys. Per cada 100 dones de 18 o més anys hi havia 75,3 homes.
La renda mediana per habitatge era de 30.650 $ i la renda mediana per família de 40.688 $. Els homes tenien una renda mediana de 31.625 $ mentre que les dones 21.250 $. La renda per capita de la població era de 17.326 $. Entorn del 15,2% de les famílies i el 18,9% de la població estaven per davall del llindar de pobresa.

## Poblacions més properes
El següent diagrama mostra les poblacions més properes.